# Ben Wang

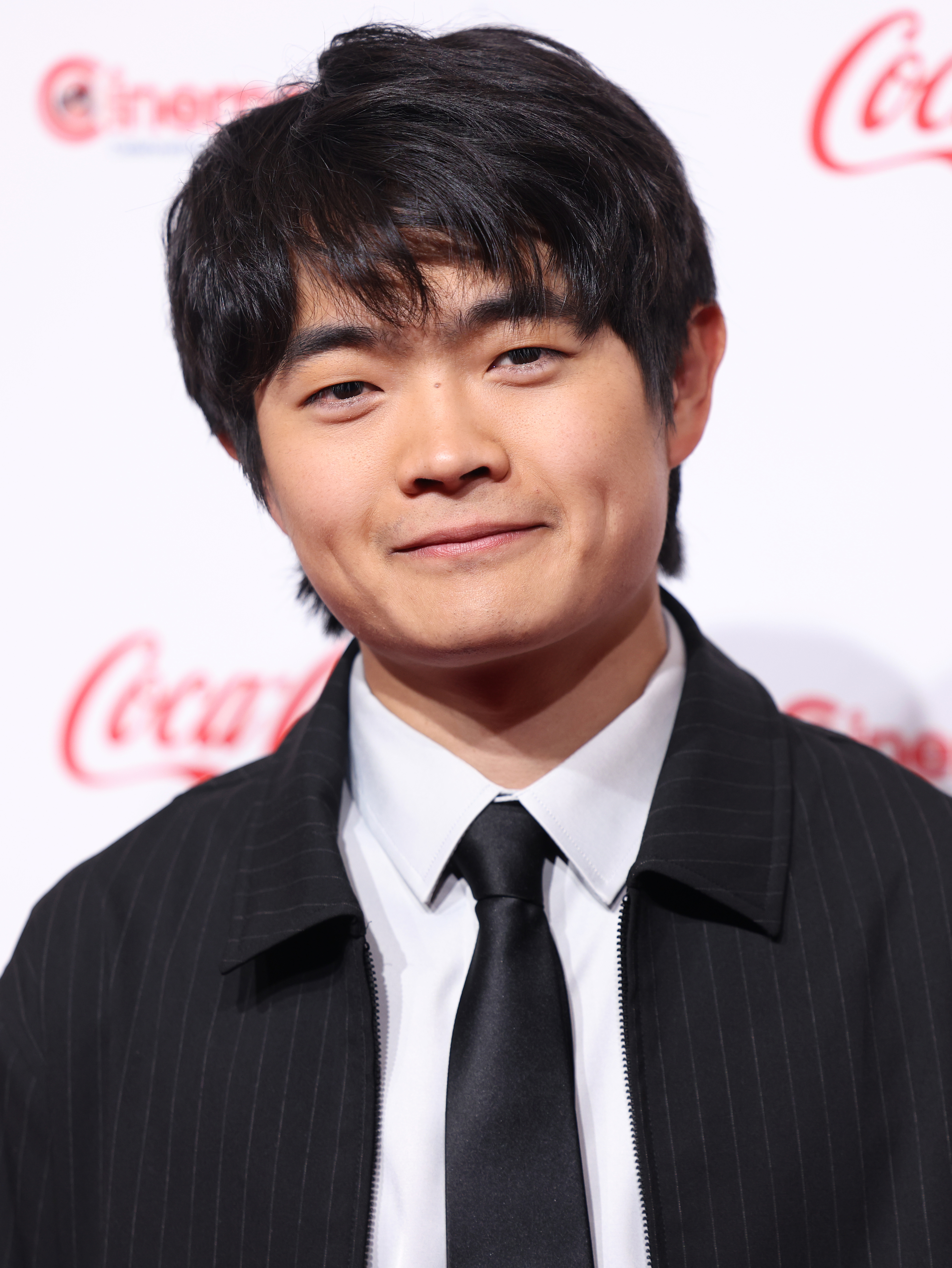
Ben Wang (2025)

Ben Wang (bürgerlich: Wang Pucun, chinesisch 王璞存, Pinyin Wáng Púcún; * 1. Januar 2000 in Shanghai) ist ein chinesisch-amerikanischer Schauspieler.

## Leben und Karriere
Wang wurde in Shanghai geboren. Im Alter von sechs Jahren wanderte Wang mit seiner Mutter in die Vereinigten Staaten aus und wuchs in Northfield auf. Er studierte an der New York University.
2021 hatte er einen Auftritt in der Serie MacGyver als Eli Brown. 2023 spielte er die Rolle des Bo im Disney+-Film Chang Can Dunk. Im selben Jahr übernahm er die Hauptrolle des Jin Wang in der Serie American Born Chinese. Im Februar 2024 wurde bekannt gegeben, dass Wang die Hauptrolle des Li Fong im kommenden Film Karate Kid: Legends an der Seite von Ralph Macchio und Jackie Chan übernehmen wird.

## Filmografie
Filme
- 2022: Sex Appeal
- 2023: Chang Can Dunk
- 2023: Sight
- 2023: Good Egg
- 2024: Mean Girls – Der Girls Club (Mean Girls)
- 2025: Karate Kid: Legends

Serien
- 2021: MacGyver (eine Folge)
- 2021: Launchpad (eine Folge)
- 2021: The Last O.G. (eine Folge)
- 2022: Search Party (eine Folge)
- 2023: American Born Chinese (8 Folgen)
- 2024: Bob’s Burgers (Stimme, 2 Folgen)